# Batalha do Álamo
A Batalha do Álamo, ocorrida entre 23 de fevereiro e 6 de março de 1836, foi um evento crucial na Revolução do Texas, nos Estados Unidos. Depois de um cerco de treze dias, as tropas mexicanas sob o comando do presidente general Antonio López de Santa Anna lançaram um ataque sobre a missão Álamo, perto de San Antonio de Béxar (atual San Antonio, Texas). Todos os defensores texanos foram mortos. A crueldade percebida durante a batalha inspirou muitos americanos, tanto colonos do Texas quanto aventureiros dos Estados Unidos, a se juntarem ao exército texano. Estimulado por um desejo de vingança, os texanos derrotaram o exército mexicano na Batalha de San Jacinto, no dia 21 de abril de 1836, terminando a revolução.
Vários meses antes, todas as tropas mexicanas haviam sido expulsas do Texas Mexicano, e cerca de 100 texanos estavam então guarnecidos no Álamo. A força texana cresceu um pouco, com a chegada de reforços liderados pelos co-comandantes James Bowie e William B. Travis. Em 23 de fevereiro, cerca de 1 500 mexicanos marcharam em San Antonio de Béxar como o primeiro passo em uma campanha para retomar o Texas. Pelos dez dias seguintes, os dois exércitos envolveram-se em vários conflitos com baixas mínimas. Ciente de que sua guarnição não poderia resistir a um ataque por uma força tão grande, Travis escreveu várias cartas pedindo por mais homens e suprimentos, mas menos de 100 homens chegaram como reforços.
Nas primeiras horas da manhã do dia 6 de março, o exército mexicano avançou para o Álamo. Após repelir dois ataques, os texanos não foram capazes de repelir um terceiro. Como os soldados mexicanos escalaram as paredes externas, a maioria dos soldados texanos se retirou para os edifícios interiores. Os defensores incapazes de chegar a esses lugares foram mortos pela cavalaria mexicana enquanto tentavam escapar. Entre cinco a sete texanos teriam se rendido e foram rapidamente executados. A maioria dos relatos de testemunhas oculares cita entre 182 a 257 texanos mortos, enquanto a maioria dos historiadores concorda que no Álamo entre 400 e 600 mexicanos foram mortos ou feridos. Vários combatentes foram enviados para a cidade de Gonzales, com o intuito de espalhar a notícia da derrota texana, o que provocou tanto uma forte corrida para se juntar ao exército texano, quanto um forte pânico, conhecido como "The Runaway Scrape", no qual o exército texano, a maioria dos colonos e o novo governo da República do Texas fugiam dos avanços do exército mexicano.
No México, a batalha tem sido muitas vezes ofuscada pelos acontecimentos da Guerra Mexicano-Americana ocorrida entre 1846 e 1848. No Texas do século XIX, o complexo do Álamo gradualmente tornou-se conhecido como um local de batalha, e não uma ex-missão. O legislativo do Texas comprou o terreno e os edifícios no início do século XX, e designou a capela Álamo como um santuário do Estado do Texas. O Álamo se tornou "o local turístico mais popular no Texas". e tem sido objeto de numerosas obras de não-ficção que começaram a ser produzidas ainda em 1843. A maioria dos americanos, no entanto, estão mais familiarizados com os mitos espalhados por filmes e pelas adaptações para televisão, incluindo a minissérie da Disney Davy Crockett, exibida na década de 1950, e o filme The Alamo, dirigido por John Wayne e lançado em 1960. Em termos de etnia entre os defensores texanos, 13 eram texanos nativos, 11 com ascendência mexicana. O resto dos defensores de Álamo consistiu de 41 homens nascidos na Europa, dois judeus, dois negros, e o restante foi de americanos de outros estados. As forças de Antonio López eram um conglomerado de ex-cidadãos espanhóis, mestiços hispano-mexicanos e indígenas mexicanos.

## Antecedentes
Sob a presidência de Antonio López de Santa Anna, o governo mexicano começou a se afastar de um modelo federalista. As políticas cada vez mais autoritárias, incluindo a revogação da Constituição de 1824 no início de 1835, incitou muitos federalistas à revolta. A região de fronteira do Texas Mexicano era povoada em grande parte por imigrantes dos Estados Unidos. Estes estavam acostumados a um governo federalista e amplos direitos individuais, e foram bastante enfáticos em demonstrar seu descontentamento nessa guinada do México para o centralismo. Já desconfiados devido às tentativas americanas anteriores de comprar o Texas, as autoridades mexicanas culparam os imigrantes americanos pela agitação naquela região, muitos dos quais haviam feito pouco esforço para se adaptar à cultura do país onde agora residiam.
Em outubro, os texanos enfrentaram tropas mexicanas na primeira batalha oficial da Revolução do Texas. Decidido a esmagar a rebelião, Antonio López começou a reunir uma grande força, o Exército de Operações do Texas, para restaurar a ordem. A maioria de seus soldados era de recrutas inexperientes, e um grande número tinha sido recrutado à força.

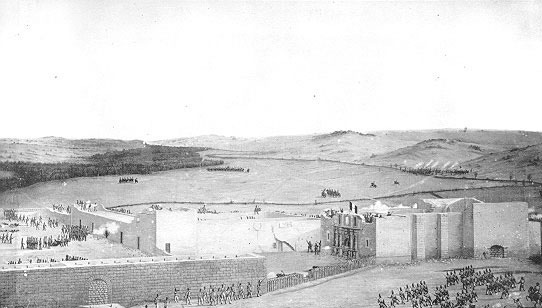
Fall of the Alamo, por Theodore Gentilz em 1844, retrata o complexo Álamo a partir do Sul. Os alojamentos baixos, a capela, e a paliçada de madeira ligando-se em primeiro plano.

Os texanos derrotaram sistematicamente as tropas mexicanas já estacionadas no Texas. O último grupo de soldados mexicanos na região, comandado pelo cunhado de Antonio López, o general Martín Perfecto de Cos, se rendeu em 9 de dezembro após o cerco de Béxar. Até este ponto, o Exército Texano era composto majoritariamente pelos reforços de muitos homens recém-chegados à região, principalmente aventureiros dos Estados Unidos. Muitos colonos do Texas, despreparados para uma longa campanha, haviam voltado para casa. Irritado com o que considerou ser uma interferência americana nos assuntos mexicanos, Antonio López lançou uma resolução classificando os estrangeiros que lutassem no Texas como "piratas". Na prática, esta decisão bania a captura de prisioneiros de guerra, pois naquela época os piratas capturados eram executados imediatamente. Antonio López reiterou esta mensagem em uma carta com palavras fortes para o presidente dos Estados Unidos Andrew Jackson. Esta carta não foi amplamente divulgada, e é improvável que a maioria dos recrutas americanos que serviam no exército texano estivesse ciente de que não haveria prisioneiros de guerra.
Quando as tropas mexicanas partiram da San Antonio de Béxar (atual San Antonio, Texas), soldados texanos estabeleceram uma guarnição no Álamo, um antigo posto avançado religioso espanhol que havia sido transformado numa fortaleza improvisada. Descrito por Antonio López como uma "fortificação irregular dificilmente digna desse nome", o Álamo tinha sido projetado para resistir a um ataque por tribos nativas, e não a uma artilharia equipada. O complexo se estendia por 1,2 hectares, perfazendo cerca de 400 m de perímetro para defender. Uma praça no seu interior era delimitada a leste pela capela e ao sul por um edifício de apenas um andar conhecido como "alojamentos baixos". Havia uma paliçada de madeira entre estes dois edifícios. e existia ainda um quartel de dois andares ao norte da capela. No canto norte da parede leste, havia um curral para cavalos. As paredes em torno do complexo tinham pelo menos 84 centímetros de espessura e sua altura variava entre 2,7 e 3,7 metros.
Para compensar a falta de aberturas para tiros, o engenheiro texano Green B. Jameson construiu passarelas para permitir que os defensores disparassem acima dos muros; este método, no entanto, deixava a parte superior do corpo do atirador exposta. Tropas mexicanas haviam deixado para trás 19 canhões, que Jameson instalou ao longo dos muros. Um grande canhão de 18 libras chegou no Texas com o New Orleans Greys. Jameson posicionou este canhão no canto sudoeste do complexo.
A guarnição texana foi deploravelmente sub-dimensionada e sub-provisionada, com menos de 100 soldados remanescentes até 6 de janeiro de 1836. O coronel James C. Neill, comandante da atuação no Álamo, escreveu ao governo provisório: "Se alguma vez houve um dólar aqui, eu não tenho conhecimento disso". Neill solicitou tropas e suprimentos adicionais, sublinhando que a guarnição era susceptível de ser incapaz de resistir a um cerco que durasse mais de quatro dias. O governo texano estava em tumulto e incapaz de fornecer muita assistência. Quatro homens diferentes alegaram ter sido dado o comando de todo o exército: em 14 de janeiro, Neill se aproximou de um deles, Sam Houston, para assistência na coleta de material, roupas e munições.

## Prelúdio para a batalha

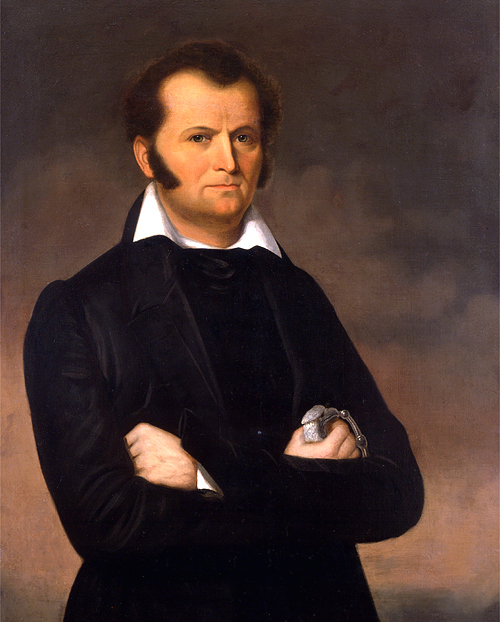
James Bowie chegou ao Álamo em 19 de janeiro, com ordens para destruir o complexo. Em vez disso, tornou-se co-comandante da guarnição.

Sam Houston não podia disponibilizar o número de homens necessários para montar uma defesa bem sucedida. Em vez disso, ele enviou o coronel James Bowie com 30 homens para retirar a artilharia e destruir o complexo. Bowie foi incapaz de transportar a artilharia a partir do Álamo, pois a guarnição não tinha animais de tração suficientes. John C. Neill logo o convenceu de que a localização tinha importância estratégica. E, em uma carta ao governador Henry Smith, argumentou sobre a importância estratégica da localização, dizendo: "a salvação do Texas depende, em grande medida, em manter Béxar fora das mãos do inimigo. (...), e se estiver em posse de Antonio López, não há fortaleza da qual se possa repeli-lo em sua marcha em direção ao rio Sabine.
No final da carta de Smith, ele dizia: "O coronel Neill e eu chegamos à resolução solene de que vamos preferir morrer nestas valas do que dá-las ao inimigo." Bowie também escreveu para o governo provisório, pedindo "homens, dinheiro, fuzis, canhões e pólvora." Poucos reforços foram autorizados; a cavalaria oficial de William B. Travis chegou a  Béxar com 30 homens em 3 de fevereiro. Cinco dias depois, um pequeno grupo de voluntários chegou, incluindo o famoso sertanejo e ex-congressista dos Estados Unidos Davy Crockett, do Tennessee. Em 11 de fevereiro, Neill deixou o Álamo, provavelmente para recrutar reforços adicionais e reunir suprimentos. Ele transferiu o comando a Travis, o oficial do exército regular de mais alto escalão na guarnição. Voluntários compunham grande parte da guarnição, e eles não estavam dispostos a aceitar Travis como seu líder. Os homens, em vez disso, elegeram Bowie, que tinha uma reputação como um lutador feroz, como seu comandante. Bowie celebrou, ficou muito embriagado e criou confusão em Béxar. Para mitigar os maus sentimentos resultantes, Bowie concordou em dividir o comando com Travis.

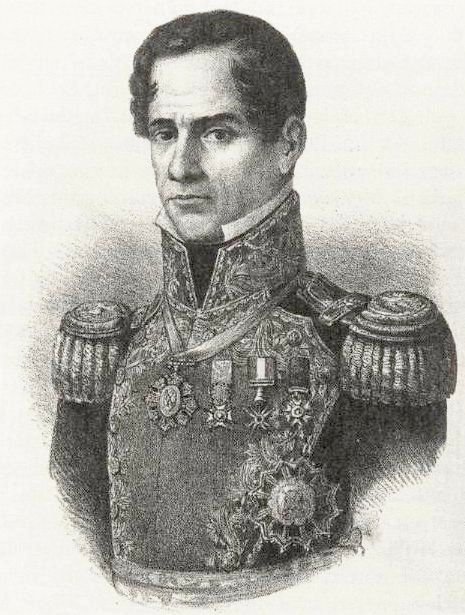
General Antonio López de Santa Anna, que liderou as tropas mexicanas no Texas, em 1836.

Enquanto os texanos lutavam para encontrar homens e suprimentos, Antonio López continuou a reunir os homens em San Luis Potosí; até o final de 1835 o seu exército tinha 6 019 soldados. Em vez de avançar ao longo da costa, onde os suprimentos e reforços poderiam ser facilmente entregues por mar, Antonio López ordenou ao seu exército a marcha em direção a Béxar, o centro político do Texas e o local da derrota de Cos. O exército começou a marchar para o norte no final de dezembro, e os oficiais usaram a longa viagem para treinar os homens. Muitos dos novos recrutas não sabiam como usar a mira de suas armas, e muitos se recusaram a disparar a partir do ombro, devido ao grande recuo das armas.
O progresso foi lento. Não havia mulas suficientes para transportar todos os suprimentos, e muitos dos carroceiros, todos civis, abandonaram o trabalho quando o seu pagamento foi atrasado. O grande número de soldaderas - mulheres e crianças que seguiam o exército - havia consumido os suprimentos já escasso. Os soldados foram obrigados a reduzir o consumo de suas rações e em 12 de fevereiro, cruzaram o rio Grande. As temperaturas no Texas atingiram mínimos históricos, e até 13 de fevereiro cerca de 38 - 41 cm de neve havia caído. Hipotermia, disenteria e ataques por grupos de comanches tiveram um forte impacto sobre os soldados mexicanos.
Em 21 de fevereiro, Antonio López e sua vanguarda chegaram às margens do rio Medina, 40 km de Béxar. Sem saber da proximidade do exército mexicano, a maioria da guarnição de Álamo juntou-se aos residentes em uma festa. Depois de acompanhar a celebração planejada, Antonio López ordenou ao general Joaquín Ramírez y Sesma para atacar imediatamente o Álamo desprotegido, mas as chuvas repentinas fizeram a incursão parar.

## Cerco

### Investimento
Nas primeiras horas de 23 de fevereiro, os moradores começaram a fugir de Béxar, temendo a iminente chegada do exército mexicano. Embora não tivesse se convencido com os relatos, Travis posicionou um soldado na torre da Catedral de San Fernando, o local mais alto da cidade, para observar sinais de uma possível força que se aproximasse. Várias horas depois, batedores texanos relataram ter visto tropas mexicanas 2,4 km fora da cidade. Poucas providências contra um potencial cerco foram tomadas. Um grupo de texanos ficou de guarda, enquanto outros roubavam comida nas casas recentemente abandonadas. Vários membros da guarnição que viviam na cidade trouxeram suas famílias com eles - dentre estes estava Almaron Dickinson, que trouxe sua esposa Susanna e sua filha bebê Angelina;  Bowie, que estava acompanhado pelos primos de sua falecida esposa, Gertrudis Navarro, Juana Navarro Alsbury, e filho do Alsbury; e Gregorio Esparza, cuja família subiu pela janela da capela de Álamo, se escondendo ali depois que o exército mexicano chegou ao local. Outros membros da guarnição não conseguiram se apresentar ao serviço, e a maioria dos homens que trabalhavam fora de Béxar não tentaram esgueirar-se pelas linhas mexicanas.

Eu respondo a você, de acordo com a ordem de Sua Excelência, que o exército mexicano não pode chegar a um acordo sob quaisquer condições com os estrangeiros rebeldes a quem não há nenhum recurso à ser concedido adicionalmente, se quiserem salvar suas vidas, então devem colocar-se imediatamente à disposição do Governo Supremo, do qual sómente podem esperar clemência após algumas considerações.

Resposta de José Bartres aos pedidos texanos para uma rendição honrosa, como citado no diário de Juan Almonte
Ao final da tarde, Béxar foi ocupada por cerca de 1 500 soldados mexicanos. Quando as tropas mexicanas levantaram uma bandeira vermelho-sangue, significando sem resistência, Travis respondeu com um disparo do maior canhão do Álamo. Acreditando que Travis tinha agido às pressas, Bowie enviou Jameson para se reunir com Antonio López. Travis ficou irritado pois Bowie agiu unilateralmente e enviou o seu próprio representante, o capitão Albert Martin.
Ambos os emissários se reuniram com o coronel Juan Almonte e com José Bartres. De acordo com Almonte, os texanos pediram uma rendição honrosa, mas foram informados de que qualquer um que se entregasse, deveria fazê-lo incondicionalmente. Ao saber disso, Bowie e Travis mutuamente acordaram em disparar o canhão novamente.

### Confrontos
A primeira noite do cerco foi relativamente calma. Ao longo dos dias seguintes, os soldados mexicanos estabeleceram baterias de artilharia, inicialmente a cerca de 300 m das paredes sul e leste do Álamo. A terceira bateria foi posicionada a sudeste do forte. Todas as noites, as baterias se aproximavam das paredes do Álamo. Durante a primeira semana do cerco, mais de 200 balas de canhão foram disparadas no Álamo. A princípio, os texanos equiparavam-se à artilharia mexicana, muitas vezes reutilizando as balas de canhão dos mexicanos. mas em 26 de fevereiro, Travis ordenou à artilharia que economizasse pólvora e balas.
Dois eventos notáveis ocorreram na quarta-feira de 24 de fevereiro. Em algum momento daquele dia, Bowie entrou em colapso devido a uma doença, deixou Travis sozinho no comando da guarnição. No final daquela tarde, dois batedores mexicanos se tornaram as primeiras vítimas do cerco. Na manhã seguinte, 200 a 300 soldados mexicanos cruzaram o rio San Antonio e se esconderam em barracos abandonados perto das paredes do Álamo. Vários texanos aventuraram-se fora do Álamo para queimar as cabanas, enquanto texanos dentro do Álamo forneciam cobertura. Depois de uma batalha de duas horas, as tropas mexicanas se retiraram para Béxar. Seis soldados mexicanos foram mortos e outros quatro ficaram feridos. Nenhum texano ficou ferido.
Uma frente fria vinda do norte soprou em 25 de fevereiro, baixando a temperatura a 4° C. Nenhum dos exércitos estava preparado para temperaturas tão baixas. Os texanos tentavam juntar lenha, mas foram impedidos pelas tropas mexicanas. Na noite de 26 de fevereiro, o coronel Juan Bringas enviou vários texanos para queimar mais cabanas. Segundo o historiador J.R. Edmondson, um texano foi morto.

### Reforços
Estou determinado a sustentar-me o maior tempo possível e morrer como um soldado que nunca se esquece do que é devido a sua própria honra e a de seu país.
VITÓRIA OU MORTE.

William B. Travis, em trecho de sua carta ao povo do Texas e todos os americanos no mundo.
Antonio López posicionou um posto a leste do Álamo, na estrada de Gonzales. Almonte e 800 dragões estavam posicionados ao longo da estrada para Goliad. Durante todo o cerco essas cidades tinham recebido vários mensageiros, despachados por Travis a implorar por reforços e suprimentos. A mais famosa de suas cartas, escrita em 24 de fevereiro, foi dirigida ao povo do Texas e todos os americanos no mundo. De acordo com a historiadora Mary Deborah Petite, a carta é "considerada por muitos como uma das obras-primas do patriotismo americano". Cópias da carta foram distribuídas no Texas, e, finalmente, reimpressas nos Estados Unidos e grande parte da Europa.
Com a notícia do cerco espalhada por todo o Texas, e potenciais reforços reunidos em Gonzales, esperava-se um encontro com o coronel James Fannin, que estava previsto para chegar de Goliad com sua guarnição. Em 26 de fevereiro, depois de dias de indecisão, Fannin ordenou 320 homens, quatro canhões, e várias carroças de abastecimento para marchar em direção ao Álamo, a 140 km de distância. Este grupo viajou menos de 1,6 km, antes de voltar atrás. Fannin culpou a retirada em seus oficiais, e os agentes e homens recrutados o acusaram de abortar a missão.

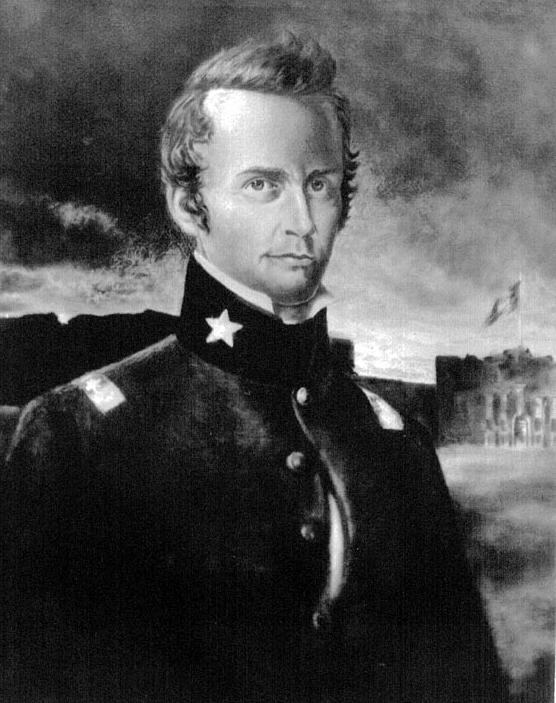
William B. Travis se tornou o único comandante texano no Álamo em 24 de fevereiro.

Os texanos reunidos em Gonzales não estavam cientes do retorno de Fannin para Goliad, e a maioria continuou a esperar. Impaciente com a demora, em 27 de fevereiro Travis ordenou a Samuel G. Bastian para ir para Gonzales "para apressar os reforços". Segundo o historiador Thomas Ricks Lindley, Bastian encontrou a Gonzales Ranging Company liderada pelo tenente George C. Kimble e o mensageiro de Travis para a cidade de Gonzales, Albert Martin, que tinha cansado de esperar por Fannin. Uma patrulha mexicana atacou o grupo fora do Álamo atingindo quatro homens, incluindo Bastian. Na escuridão, os texanos dispararam contra os 32 homens restantes, a quem eles assumiram ser soldados mexicanos. Um homem foi ferido, e seus palavrões em inglês convenceram os defensores a abrir os portões, permitindo sua entrada.
Em 3 de março, os texanos assistiram das suas muralhas cerca de 1 000 mexicanos invadirem Béxar. O exército mexicano comemorou ruidosamente durante toda a tarde, tanto em honra de seus próprios esforços quanto com a notícia de que as tropas do general José de Urrea haviam derrotado o coronel texano Frank W. Johnson na batalha de San Patricio em 27 de fevereiro. A maioria dos texanos no Álamo acreditava que Sesma vinha liderando as forças mexicanas durante o cerco, e eles erroneamente atribuíram a celebração à chegada de Antonio López. Os reforços elevaram o número de soldados mexicanos em Béxar a quase 3 100.
Com a chegada dos reforços mexicanos, Travis solicitou o envio de três homens, incluindo Davy Crockett, para encontrar a força de Fannin, que ele ainda acreditava estar a caminho. Os batedores descobriram um grande grupo de texanos acampados a 32 km do Álamo. A pesquisa de Lindley indica que até 50 desses homens tinham vindo de Goliad após a abortada missão de resgate de Fannin, e os outros tinham deixado Gonzales alguns dias antes. Pouco antes do amanhecer em 4 de março, parte da força texana rompeu as linhas mexicanas e entrou no Álamo. Soldados mexicanos enfrentaram um segundo grupo para fora da pradaria.

### Preparações para o ataque
Em 4 de março, um dia depois de seus reforços chegaram, Antonio López propôs um ataque ao Álamo. Muitos de seus oficiais superiores recomendaram esperar dois canhões de 12 libras previstos para chegar em 7 de março. Naquela noite, uma mulher local, Juana Navarro Alsbury, provavelmente prima de Bowie, aproximou-se de Antonio López para negociar uma rendição para os defensores Álamo. De acordo com muitos historiadores, esta visita provavelmente aumentou a impaciência de Antonio López, que, como o historiador Timothy Todish observou, "teria pouca glória em uma vitória sem derramamento de sangue". Na manhã seguinte, Antonio López anunciou a seu exército que o ataque iria ocorrer no início em 6 de março. Antonio López ordenou que os homens de Béxar fossem dispensados das linhas de frente, de modo que eles não seriam obrigados a lutar contra suas próprias famílias.
A lenda diz que, em algum momento de 5 de março, Travis reuniu seus homens e explicou que um ataque era iminente, e que o exército mexicano iria prevalecer. Ele supostamente desenhou uma linha no chão e pediu que aqueles que estivessem dispostos a morrer pela causa texana a cruzassem e ficassem ao lado dele. Apenas um homem (Moses Rose) teria recusado. A maioria dos estudiosos desconsideram este relato, por não haver provas de fontes primárias para apoiá-lo, tendo a história surgido décadas após a batalha em uma história de terceira mão. No entanto, Travis aparentemente, em algum momento antes do ataque final, reuniu os homens para uma conferência para informá-los sobre a terrível situação e dar-lhes a oportunidade de fugir ou ficar e morrer pela causa. O último texano a ter deixado o Álamo foi James Allen, um mensageiro que levava mensagens pessoais de Travis e vários dos outros homens em 5 de março.

## Ataque final

### Combates exteriores
| Comandante    | Tropas          | Equipamentos                            |
| ------------- | --------------- | --------------------------------------- |
| Cos           | 350             | 10 Escadas 2 Barras de ferro 2 Machados |
| Castrillón    | 400             | 10 Escadas                              |
| Romero        | 400             | 6 Escadas                               |
| Morales       | 125             | 2 Escadas                               |
| Sesma         | 500 Cavalarias  |                                         |
| Antonio López | 400 Reservistas |                                         |

Às 22 horas do dia 5 de março, a artilharia mexicana cessou seu bombardeio. Como Antonio López tinha antecipado, os texanos exaustos logo caíram no primeiro sono desde o cerco havia começado. Logo após a meia-noite, mais de 2 000 soldados mexicanos começaram a se preparar para o ataque final. Menos de 1 800 foram distribuídos em quatro colunas, comandadas por Cos, coronel Francisco Duque, coronel José María Romero e o coronel Juan Morales. Veteranos foram posicionados no exterior das colunas de controlar melhor os novos recrutas e os recrutas no meio.
Como medida de precaução, 500 mexicanos de cavalaria foram posicionados ao redor do Álamo para impedir a fuga de ambos soldados texanos ou mexicanos. Antonio López permaneceu no acampamento com os 400 reservistas. Apesar do frio, os soldados receberam ordens para não usar casacos compridos, o que poderia impedir seus movimentos. Nuvens esconderam a lua, e, consequentemente, os movimentos dos soldados.
Às 05:30 da manhã seguinte as tropas avançaram silenciosamente. Cos e seus homens se aproximaram do canto noroeste do Álamo, enquanto Duque levou seus homens do noroeste em direção a uma brecha na muralha norte do Álamo. A coluna comandada por Romero marcharam em direção à muralha leste, e a coluna de Morales destinada para o parapeito baixo pela capela.
Os três sentinelas texanos posicionados fora das muralhas foram mortos enquanto dormiam, permitindo que soldados mexicanos se aproximassem sem ser detectados dentro do alcance dos mosquete das muralhas. Neste ponto, o silêncio foi quebrado por gritos de "¡Viva Antonio López!" e música dos corneteiros. O barulho acordou os texanos. A maioria dos não-combatentes reuniu-se na sacristia da igreja, acreditando que o lugar fosse seguro. Travis foi levado às pressas para o seu posto gritando: "Vamos lá rapazes, os mexicanos estão sobre nós e nós vamos dar-lhes um inferno!" Quando passou por um grupo de tejanos, gritaria também: "¡No rendirse, muchachos!" ("Não se rendam, meninos").

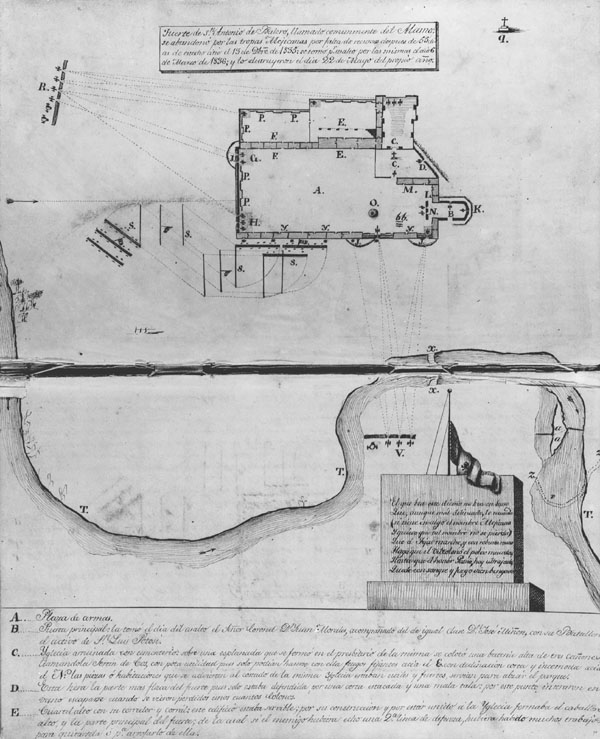
Plano do Álamo, criado por José Juan Sánchez-Navarro em 1836. Locais marcados R e V denotam canhões mexicanos; posição S indica as tropas de Cos

Nos momentos iniciais do ataque, tropas mexicanas estavam em desvantagem. Sua formação de coluna permitiu que apenas os soldados das linhas de frente disparassem de forma segura. Desconhecendo os perigos, os recrutas inexperientes nas fileiras "cegamente viravam as armas", ferindo ou matando os soldados na frente deles. A concentração apertada de tropas também ofereceu um excelente alvo para a artilharia texana. Com a falta de metralhas, os texanos preencheram seu canhão com qualquer metal que puderam encontrar, inclusive dobradiças, pregos e ferraduras, essencialmente transformando os seus canhões em mosquetes gigantes. De acordo com o diário de José Enrique de la Peña, "uma única rajada de canhões acabou com metade da sociedade de caçadores de Toluca". Duque caiu de seu cavalo, depois de sofrer um ferimento na coxa e quase foi pisoteado por seus próprios homens. O general Manuel Castrillón assumiu rapidamente o comando da coluna de Duque.
Embora alguns na frente das fileiras dos mexicanos tenham hesitado, os soldados na parte de trás foram empurrados sobre eles. À medida que as tropas se concentraram contra as muralhas, os texanos foram forçados a inclinar-se por cima dos muros para atirar, o que deixava-os expostos ao fogo mexicano. Travis se tornou um dos primeiros defensores a morrer, baleado enquanto disparava sua arma para os militares abaixo dele, embora um relato aponte que ele teria desembainhado sua espada e esfaqueado um oficial mexicano que havia invadido a muralha, antes de sucumbir à sua lesão. Pouco tempo depois, com escadas, os mexicanos chegaram às muralhas. Os poucos soldados que conseguiram escalar as escadas foram rapidamente mortos ou espancados na volta. No entanto, se tornava cada vez mais difícil para os texanos recarregar seus rifles durante a tentativa de manter os soldados mexicanos longe do topo das muralhas.
Os soldados mexicanos se retiraram e se reagruparam, mas seu segundo ataque foi repelido. Quinze minutos de batalha, eles atacaram uma terceira vez. Durante o terceiro ataque, a coluna de Romero, apontando para a muralha leste, foi exposta a tiros de canhão e se deslocaram-se para o norte, misturando-se com a segunda coluna. A coluna de Cos, sob o fogo dos texanos na muralha oeste, também se desviou para o norte. Quando Antonio López viu que a maior parte de seu exército estava reunida contra a muralha norte, que temia uma derrota; "em pânico", mandou os reservistas para a mesma área. Os soldados mexicanos mais próximos da muralha norte perceberam que a muralha improvisada continha muitas lacunas e brechas. Um dos primeiros a escalar a parede de 3,7 m foi o general Juan Amador, em seu desafio, seus homens começaram fervilhando até a muralha. Amador abriu o poterna da muralha norte, permitindo que os soldados mexicanos entrassem no complexo. Outros subiram através de portos de arma na muralha oeste, que tiveram poucos defensores. Como os defensores texanos abandonaram a muralha norte e a extremidade norte da muralha oeste, atiradores texanos na extremidade sul do Álamo viraram seus canhões para o norte e dispararam para os soldados mexicanos que avançavam. Isso deixou o extremidade sul do Álamo desprotegida; em poucos minutos soldados mexicanos haviam subido pelas muralhas e mataram os canhoneiros, ganhando o controle de canhões de 18 libras do Álamo. A essa altura, os homens de Romero tinham tomado a muralha leste do complexo e foram avançando através do curral.

### Combates interiores
Como planejado anteriormente, a maioria dos texanos voltou para o quartel e para a capela. Buracos foram cavados nas paredes para permitir que os texanos disparassem suas armas. Incapazes de chegar ao quartel, eles posicionaram-se ao longo da muralha oeste para o rio San Antonio. Quando a cavalaria recarregou, os texanos se esconderam e começaram a disparar a partir de uma vala. O comandante Sesma foi forçado a enviar reforços, e os texanos acabaram sendo mortos. Sesma informou que este conflito envolveu 50 texanos, mas um historiador, ao falar sobre o conflito, disse acreditar que o número fora maior.
Os defensores do curral de bovinos recuaram para o curral de cavalos. Depois de descarregarem suas armas, um pequeno grupo subiu por sobre o muro baixo, circulou atrás da igreja e correu a pé para a pradaria leste, que parecia vazia. Como a cavalaria mexicana avançou sobre o grupo, Almaron Dickinson e sua equipe de artilharia viraram um canhão de volta e atiraram contra a cavalaria, provavelmente infligindo baixas. No entanto, todos os texanos que escaparam foram mortos.
O último grupo texano permanecer a céu aberto foi o de Crockett e os seus homens, defendendo o muro baixo na frente da igreja. Incapaz de recarregar, eles usaram suas armas e tacos, e lutaram com facas. Depois de uma saraivada de fogo e uma onda de baionetas mexicanas, os poucos texanos restantes neste grupo recuaram em direção à igreja. O exército mexicano agora controlava todas as paredes exteriores e o interior do complexo do Álamo, exceto a igreja e salas ao longo das paredes leste e oeste. Soldados mexicanos voltaram sua atenção para a bandeira texana tremulando do telhado de um edifício. Quatro mexicanos foram mortos antes da bandeira do México ser levantada no local.

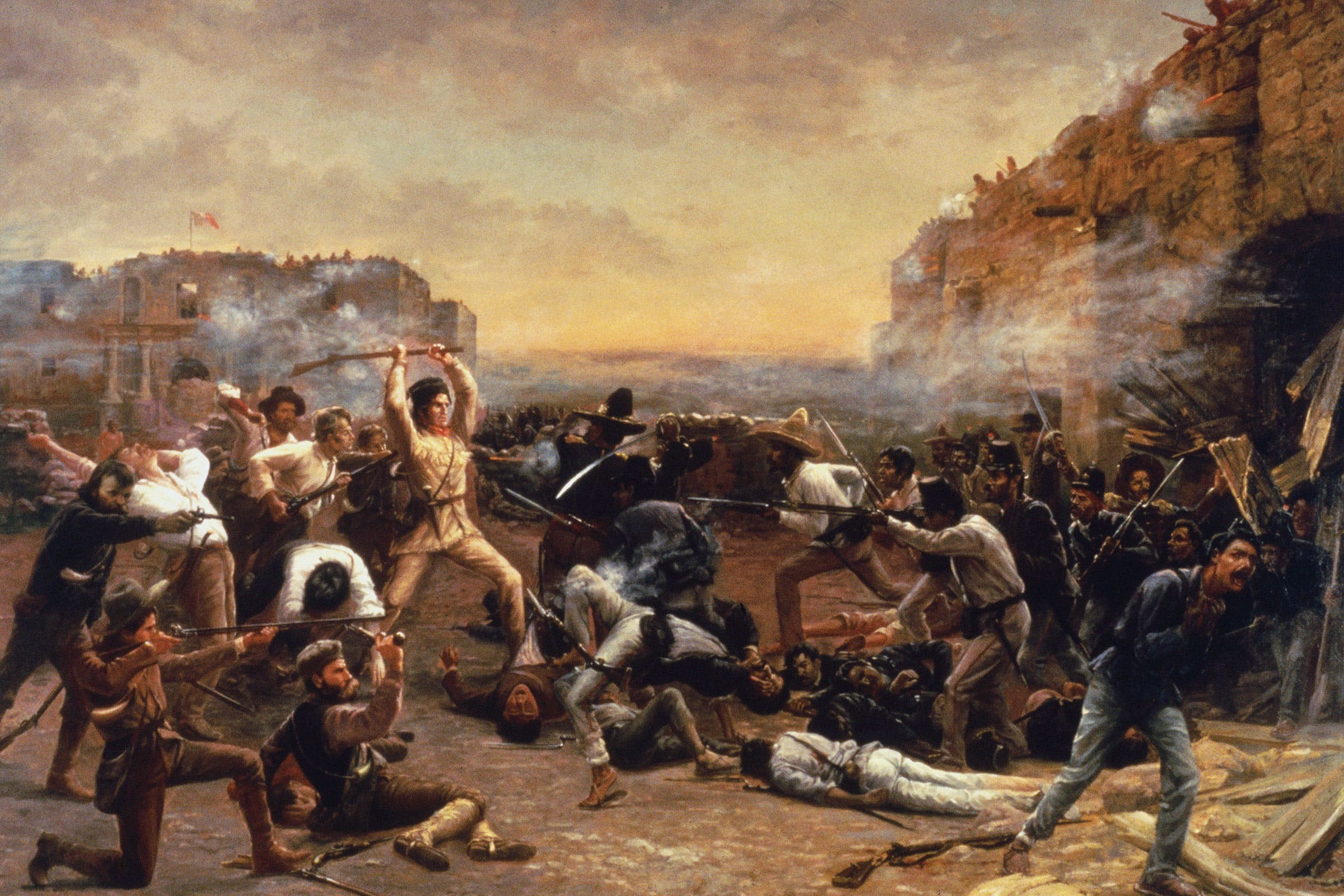
The Fall of the Alamo (1903) por Robert Jenkins Onderdonk, retrata Davy Crockett empunhando seu rifle como um porrete contra tropas mexicanas que tentavam violar as muralhas do Álamo.

Durante a hora seguinte, o exército mexicano trabalhou para garantir o controle completo do Álamo. Muitos dos defensores remanescentes foram abrigados nas salas de quartéis fortificados. Na confusão, os texanos tinham negligenciado cravar seu canhão antes de recuar. Soldados mexicanos viraram o canhão em direção ao quartel. Como cada porta foi arrancada pelos soldados mexicanos que disparavam uma salva de mosquetes nos quartos escuros, em seguida, iam para o combate corpo-a-corpo.
Muito doente para participar na batalha, Bowie provavelmente morreu na cama. Testemunhas da batalha deram relatos conflitantes sobre sua morte: algumas testemunhas sustentaram que viram vários soldados mexicanos entrar no quarto de Bowie, baionetá-lo, e levá-lo vivo fora do quarto; Outras afirmaram que Bowie se matou ou foi morto por soldados ao levantar a cabeça. Segundo o historiador Wallace Chariton, a "mais popular, e provavelmente mais precisa" versão é que Bowie morreu em sua cama, "costas apoiadas contra a parede, e usando suas pistolas e sua famosa faca".
Os últimos dos texanos a morrer foram os 11 homens que operavam os dois canhões de 12 libras na capela. Um tiro do canhão de 18 libras destruiu as barricadas na frente da igreja, e os soldados mexicanos entraram no prédio depois de disparar uma saraivada inicial de mosquete. A equipe de Dickinson disparou seus canhões da abside para os soldados mexicanos na porta. Sem tempo para recarregar, os texanos, incluindo Dickinson, Gregorio Esparza e James Bonham, agarraram seus rifles e atiraram antes de ser baionetados até a morte. Robert Evans, o dono da artilharia, tinha sido encarregado de guardar a pólvora para não cair em mãos dos mexicanos. Ferido, ele se arrastou para o paiol de pólvora, mas foi morto por uma bala de mosquete com sua tocha apenas alguns centímetros da pólvora. Se ele tivesse conseguido, a explosão teria destruído a igreja e matado as mulheres e crianças escondidas na sacristia.
Quando os soldados se aproximaram da sacristia, um dos jovens filhos do defensor Anthony Wolf levantou-se para puxar um cobertor sobre os ombros. Na escuridão, os soldados mexicanos confundiram com um adulto e o mataram. Possivelmente o último texano a morrer no campo de batalha tenha sido Jacob Walker, que tentou se esconder atrás de Susanna Dickinson e foi baionetado na frente das mulheres. Outro texano, Brigido Guerrero, também buscou refúgio na sacristia. Guerrero, que desertou do exército mexicano em dezembro de 1835, foi poupado após convencer os soldados de que ele era um prisioneiro dos texanos.
Ás 06h30 da manha a batalha pelo Álamo acabou. Soldados mexicanos inspecionaram cada cadáver, e baionetaram qualquer corpo que se movia. Mesmo com todos os texanos mortos, soldados mexicanos continuaram a atirar, alguns matando uns aos outros no meio da confusão. Generais mexicanos foram incapazes de parar a sede de sangue e apelaram para Antonio López para obter ajuda. Embora o general tenha ordenado, a violência continuava e os corneteiros finalmente receberam as ordens para soar uma retirada. Até cerca 15 minutos depois, os soldados continuavam a atirar em cadáveres.

## Consequências

### Baixas

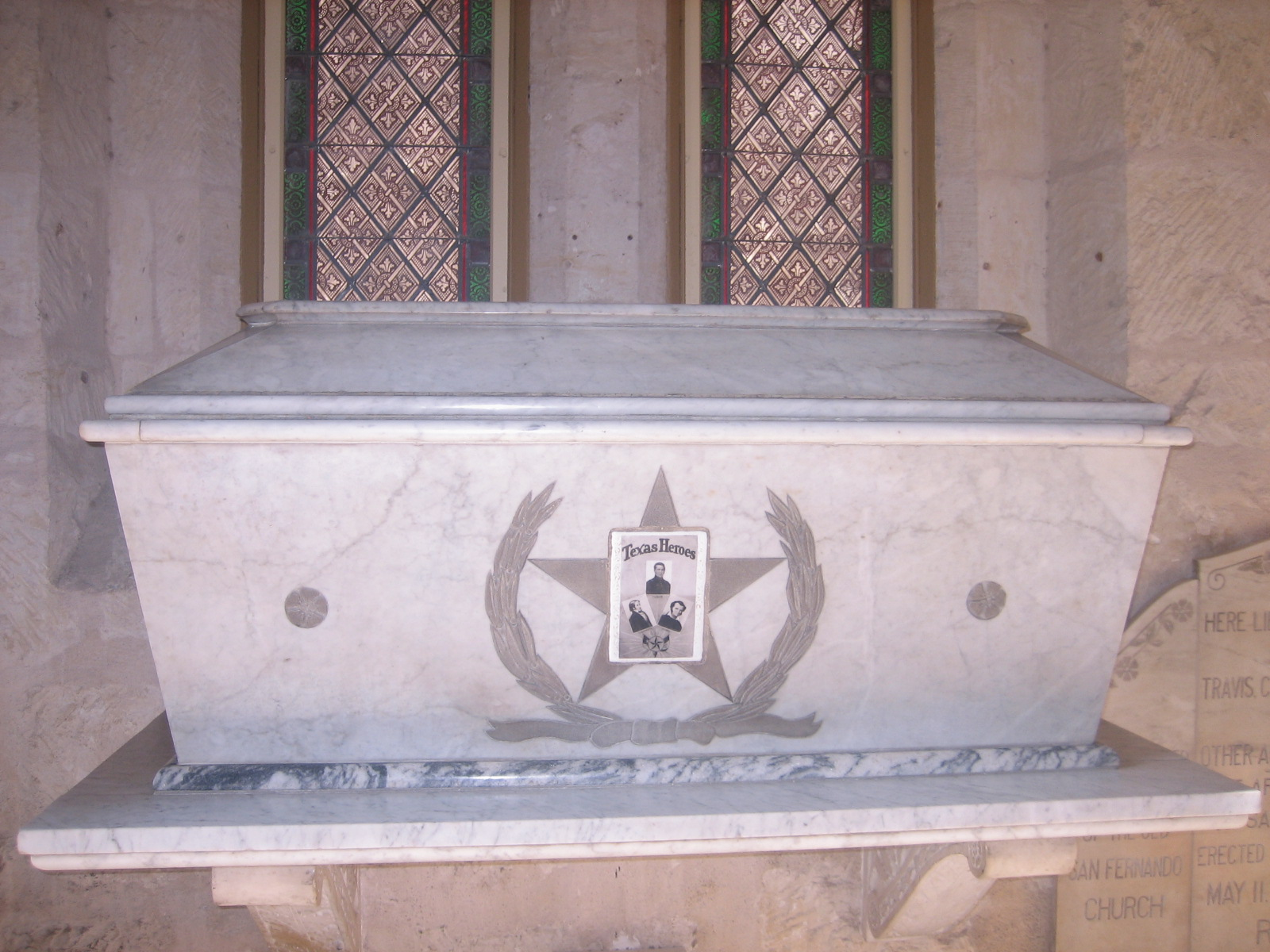
A cripta da Catedral de San Fernando pretende manter as cinzas dos defensores do Álamo. Os historiadores acreditam que o mais provável é que as cinzas tenham sido enterradas perto do Álamo.

De acordo com muitos relatos da batalha, entre cinco a sete texanos se renderam. Furioso que as suas ordens tinham sido ignoradas, Antonio López exigiu a execução imediata dos sobreviventes. Semanas depois da batalha, as histórias que circularam era de que Crockett estava entre aqueles que se renderam. No entanto, Ben, um ex-escravo americano que cozinhava para um dos oficiais de Antonio López, afirmou que o corpo de Crockett foi encontrado rodeado por "nada menos do que dezesseis cadáveres mexicanos". Dentre os historiadores, não há uma versão da morte de Crockett que seja tida como precisa.
Antonio López teria dito ao capitão Fernando Urizza que a batalha era algo insignificante mas outro oficial, em seguida, teria comentando que "outra vitória como esta [em Álamo] os levaria para o inferno". Em seu relatório inicial Antonio López afirmou que 600 texanos foram mortos, com apenas 70 soldados mexicanos mortos e 300 feridos. Seu secretário, Ramón Martínez Caro, mais tarde repudiou o relatório. Outras estimativas sobre o número de soldados mexicanos mortos variou de 60 a 200, e os feridos seriam entre 250 e 300. A maioria dos historiadores do Álamo coloca o número de mortos mexicanos entre 400 e 600, o que representaria que cerca de um terço dos soldados mexicanos envolvidos no ataque final teriam falecido. As testemunhas relataram a morte de 182 a 257 texanos. Alguns historiadores acreditam que pelo menos um texano, Henry Warnell, teria sido bem-sucedido em escapar com vida da batalha. Warnell morreu alguns meses depois por causas das feridas que teria sofrido ou durante a batalha final ou durante a sua longa fuga.
Soldados mexicanos foram enterrados no cemitério local, Campo Santo. Logo após a batalha, o coronel José Juan Sanchez Navarro propôs que um monumento fosse erguido para os soldados mexicanos caídos. Cos rejeitou a ideia. Os corpos dos texanos foram empilhados e queimados. e nenhum cuidado foi tomado com as cinzas até fevereiro de 1837, quando Juan Seguín voltou a Béxar para examinar os restos mortais e identificou um caixão simples, e nele estavam inscritos os nomes de Travis, Crockett, e Bowie. De acordo com um artigo de 28 de marco de 1837, publicado no Telegraph and Texas Register, Seguín enterrou o caixão debaixo de uma árvore de pêssegos. O local não foi marcado e não pode agora ser identificado. Seguín mais tarde alegou que ele tinha colocado o caixão em frente ao altar da Catedral de San Fernando, e em julho de 1936 um caixão foi descoberto enterrado naquele local, mas de acordo com o historiador Wallace Chariton é improvável que realmente contenha os restos mortais dos defensores do Álamo. Fragmentos de uniformes foram encontrados no caixão, e sabe-se que os defensores do Álamo não usavam uniformes. A única exceção era foi Gregorio Esparza. Seu irmão Francisco, um oficial do exército de Antonio López, recebeu permissão para dar a Gregorio um enterro apropriado.

### Sobreviventes texanos

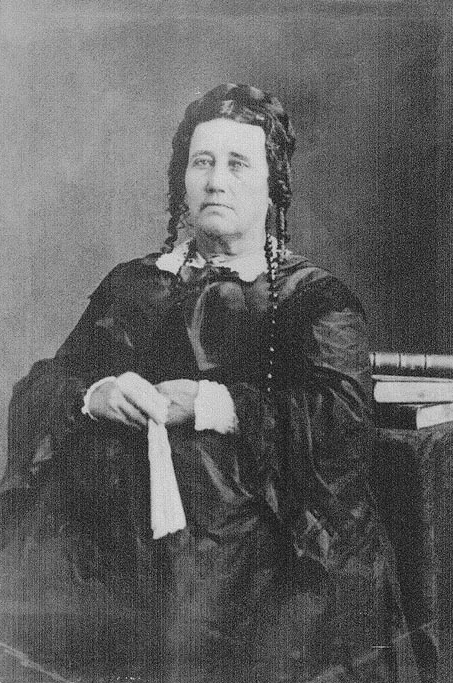
Susanna Dickinson sobreviveu à batalha do Álamo. Antonio López mandou-a para espalhar a palavra da derrota dos texanos aos colonos do Texas.

Na tentativa de convencer os outros escravos no Texas para apoiar o governo mexicano sobre a rebelião texana, Antonio López poupou o  escravo de Travis, Joe. No dia seguinte à batalha, ele entrevistou cada combatente individualmente. Impressionado com Susanna Dickinson, Antonio López se ofereceu para adotar a sua filha Angelina e educar os filhos dela na Cidade do México. Dickinson recusou a oferta, o que não foi estendida a Juana Navarro Alsbury para seu filho, que era maior de idade. Cada mulher recebeu um cobertor e dois pesos de prata. Alsbury e as outras mulheres foram autorizadas a voltar para suas casas em Béxar; Dickinson, sua filha, e Joe foram enviados para Gonzales, escoltados por Ben, e foram encorajados a relatar os eventos da batalha, e informar o restante das forças do Texas que o exército de Antonio López era "imbatível".

### Impacto na revolução
Durante o cerco, os delegados recém eleitos de todo o Texas se reuniram na Convenção de 1836. Em 2 de março, eles declararam a independência, formando a República do Texas. Quatro dias depois, receberam um telegrama escrito por Travis em 3 de março, um aviso de sua terrível situação. Sem saber que o Álamo já havia caído, Robert Potter foi escolhido pela convenção para marchar imediatamente a fim de ajudar na defesa do Álamo. Sam Houston convenceu os delegados a permanecer em Washington-on-the-Brazos para desenvolver uma constituição. Depois de ter sido nomeado único comandante de todas as tropas texanas, Houston viajou para Gonzales para assumir o comando dos 400 voluntários que ainda estavam à espera de Fannin para levá-los ao Álamo.
Poucas horas depois da chegada de Houston, em 11 de março, Andres Barcenas e Anselmo Bergaras chegaram com a notícia de que o Álamo havia caído e que todos os texanos foram mortos. Com a esperança de deter o pânico, Sam Houston prendeu os homens como espiões inimigos. Eles foram liberados horas depois quando Susanna Dickinson e Joe chegaram a Gonzales e confirmaram a história. Percebendo que o exército mexicano em breve avançaria para os assentamentos texanos, Houston aconselhou todos os civis da região a partir, e ordenou a seu novo exército que batesse em retirada. Isso provocou um êxodo em massa, conhecido como Runaway Scrape, e a maioria dos texanos, incluindo os membros do novo governo, fugiram para o leste.
Apesar das perdas no Álamo, o exército mexicano no Texas ainda estava em vantagem numérica em relação ao exército texano. A proporção entre os dois exércitos era de quase seis mexicanos para um texano. Antonio López presumiu que o conhecimento da disparidade no número de soldados e o destino trágico dos soldados texanos no Álamo iria acabar com a resistência inimiga e fazer com que os texanos deixassem rapidamente o território, mas as notícias da queda do Álamo tiveram o efeito oposto, e muitos homens se juntaram ao exército de Houston. O New York Post publicou num editorial declarando: "tivesse [Antonio López] tratado os derrotados com moderação e generosidade, teria sido difícil, senão impossível, despertar essa simpatia geral para com o povo do Texas, que agora incita tantos espíritos aventureiros e ardentes a se juntar para ajudar seus irmãos".
Na tarde de 21 de abril, o exército texano atacou o acampamento de Antonio López perto do Ferry Lynchburg. O exército mexicano foi pego de surpresa, e a batalha de San Jacinto acabou em apenas 18 minutos. Durante os combates, muitos dos soldados texanos gritavam repetidamente "Lembre-se do Álamo!" Antonio López foi capturado no dia seguinte, e relatos da época indicam que ele teria dito a Houston que "Esse homem pode considerar-se nascido para um destino incomum por ser quem capturou o Napoleão do Oeste. E agora resta-lhe ser generoso com os vencidos." Sam Houston teria, por sua vez, retrucado: "Você deveria ter lembrado disso [ser generoso com vencidos] no Álamo". Antonio López foi forçado a ordenar que suas tropas deixassem o Texas, pondo um fim ao controle mexicano da província, e dando alguma legitimidade à nova república.

## Legado

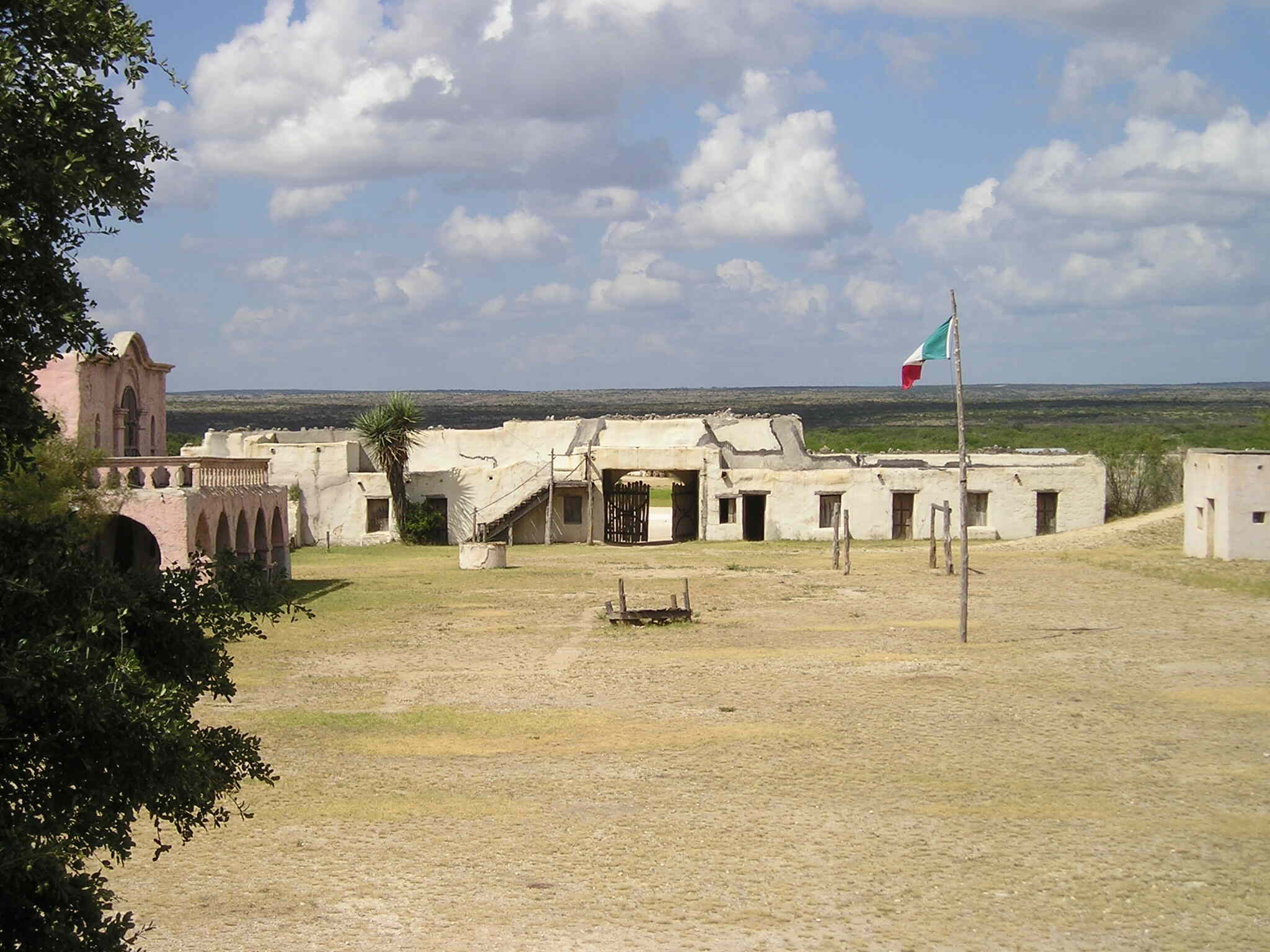
Vila do Álamo, um set de filmagem e atração turística norte de Brackettville

Após a batalha, Antonio López foi alternadamente visto como um herói nacional ou um pária. A percepção mexicana da batalha, muitas vezes reflete o ponto de vista dominante. Na história mexicana, a luta pelo Texas, incluindo a batalha do Álamo, foi logo ofuscada pela Guerra Mexicano-Americana, travada entre 1846 e 1848, e Antonio López teve sua reputação depreciada após sua captura na Batalha de San Jacinto. Muitos relatos mexicanos da batalha foram escritos por homens que tinham sido, ou se tornaram, críticos de López. Muitos outros historiadores acreditam que algumas das histórias, como os relatos sobre a execução de Crockett, podem ter sido inventadas para desacreditá-lo ainda mais.
Em San Antonio de Béxar, a população, em grande parte tejana, via o complexo do Álamo como mais do que apenas um local da batalha; por décadas havia representado um local de assistência social, seja como uma missão, um hospital ou um posto militar. Com o aumento da população de língua inglesa, entretanto, o complexo viria a tornar-se mais conhecido pela batalha. O foco tem-se centrado principalmente nos defensores texanos, com pouca ênfase dada ao papel dos soldados tejanos que serviram no exército texano, ou às ações do exército mexicano. No início do século XX, o legislativo do Texas comprou a propriedade e nomeou as "Filhas da República do Texas" como zeladoras permanentes do que é hoje um santuário oficial do Estado. Em frente à igreja, no centro do Álamo, foi erguido um monumento, projetado por Pompeo Coppini, que homenageia os texanos e tejanos que morreram durante a batalha. Bill Groneman escreveu na sua obra Battlefields of Texas que o Álamo tornou-se "o ponto turístico mais popular no Texas".

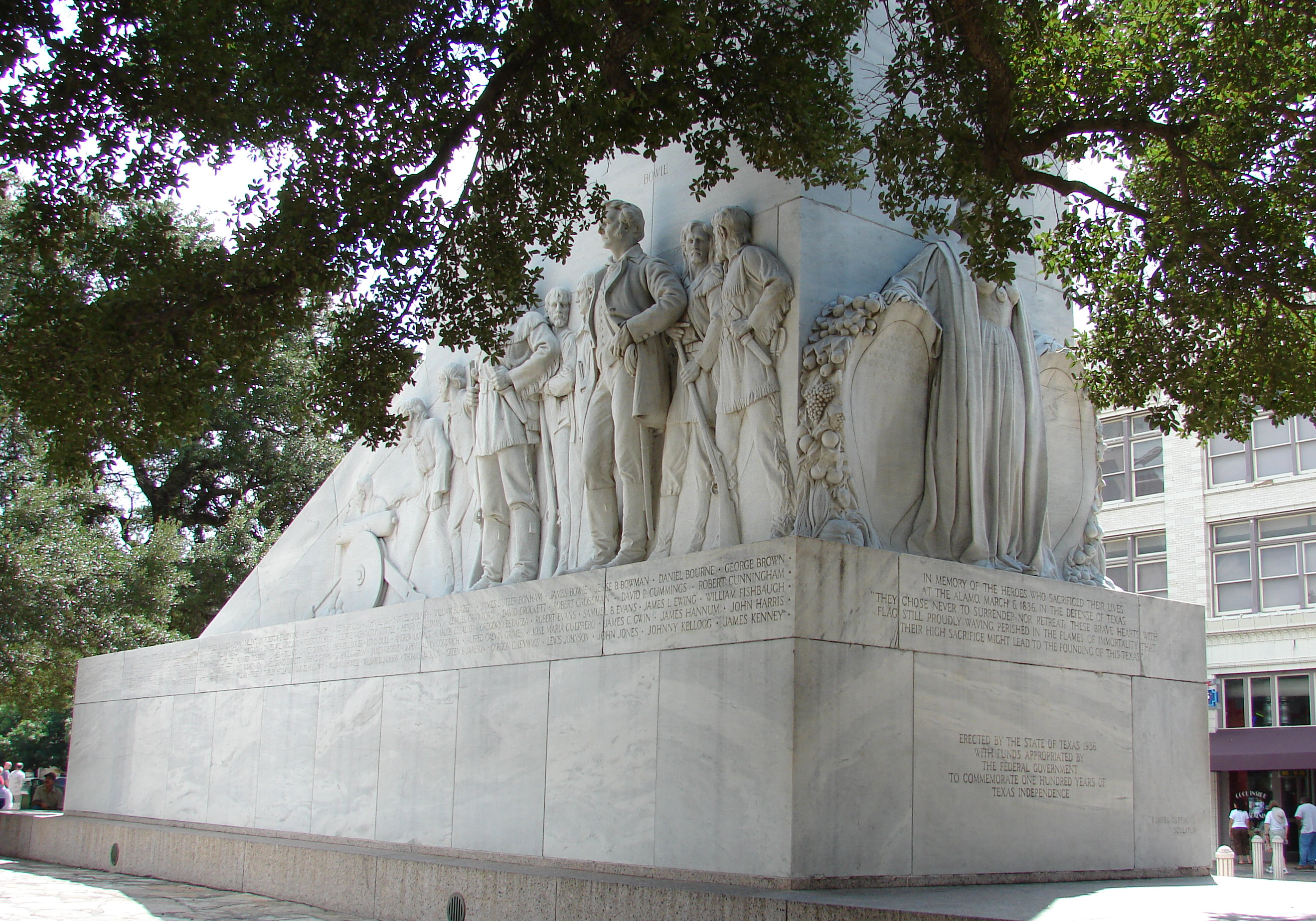
Monumento aos defensores de Álamo

Os primeiros relatos em língua inglesa da batalha foram escritos e publicados por um Texas Ranger, o historiador amador John Henry Brown. E o relato seguinte da batalha fora de Reuben Potter, que escrevera The Fall of the Alamo, publicado na The Magazine of American History em 1878. Potter baseou seu trabalho em entrevistas com sobreviventes mexicanos da batalha. O primeiro livro de não-ficção a se dedicar à batalha fora escrito por John Myers Myers quase um século depois: The Alamo foi publicado em 1948. Nas décadas desde então, a batalha tem tido um lugar de destaque em muitas obras de não-ficção, mas historiadores entendem que "não pode haver dúvida de que a maioria dos americanos provavelmente formou sua opinião sobre o que ocorreu no Álamo não de livros, mas dos vários filmes feitos sobre a batalha." A primeira versão para o cinema da batalha surgiu em 1911, quando Gaston Méliès dirigiu The Immortal Alamo. A batalha tornou-se mais conhecida depois que, na década de 1950, a The Walt Disney Company produziu com destaque a minissérie Davy Crockett, que foi em grande parte baseada em mitos. Depois de alguns anos, John Wayne dirigiu e estrelou em 1960 uma das mais conhecidas versões cinematográficas, The Alamo, cuja precisão histórica era questionável - os historiadores J. Frank Dobie e Lon Tinkle inclusive solicitaram não ser listados como consultores históricos nos créditos de The Alamo por causa do afastamento da trama apresentada da história. Em 2004, um outro filme, também chamado The Alamo, foi lançado. Este, por sua vez, já é considerado mais fiel aos fatos reais do que os outros filmes.
Vários compositores foram inspirados pela Batalha do Álamo. The Ballad of Davy Crockett de Tennessee Ernie Ford passou 16 semanas nas paradas da música country, chegando em 4º lugar em 1955. Marty Robbins gravou uma versão da canção "The Ballad of the Alamo", em 1960, que passou 13 semanas nas paradas de sucesso, chegando a 34º. A canção "Remember the Alamo", de Jane Bowers, por sua vez, foi regravada por diferentes artistas,incluindo Johnny Cash e Donovan